# Rhyncholita diaperas
Rhyncholita diaperas là một loài bướm đêm trong họ Noctuidae.